# Aanslag op Kariba
Pour plus de détails, voir Fiche technique et Distribution.
Aanslag op Kariba (Attaque sur Kariba en français) est un film sud-africain de langue afrikaans, réalisé par Ivan Hall (1935-2008) et sorti en 1973.
Will Sealie retrouve ici le personnage qu'il jouait un an plus tôt dans le film Kaptein Caprivi. 

## Synopsis
Un groupe de terroristes prend en otage des touristes au barrage du lac Kariba en Rhodésie et demande une rançon au gouvernement sud-africain. Le capitaine Caprivi et son équipe tentent de les délivrer des mains de leurs ravisseurs.

## Fiche technique
- Réalisation : Ivan Hall
- Productions : Albie Venter et Madel Venter
- Scénario : James Ambrose Brown et Otto Krause
- Musique : Art Heatlie
- Distribution : David de Beyer
- Film en couleur
- Langue : afrikaans
- Durée : 101 minutes
- Origine :  Afrique du Sud
- Lieu de tournage : Rhodésie du Sud, Afrique du Sud
- Date de sortie : 22 octobre 1973

## Distribution
- Will Sealie : Capitaine Caprivi
- Ken Hare : Clive
- Jannie Hanzen : Tommie
- Sandy Nkomo : Filemon
- Leon Kruger : l'officier
- Rod Alexander : Beukes
- Tani de Lange : Anna Beukes
- Bess Finney : Mrs. Steenkamp
- Lyn Hooker : Frieda Hanekom,
- Franz Marx : Dr. Swart
- Christine Stevens : Marie Rossouw
- Peter van Dissel : Sam
- Hew Visser : Père Ryan
- Hermien Dommisse : Wilhelmina Rossouw
- Sydney Chama : le chef des combattants africains pour la liberté du peuple
- Tullio Moneta : le commandant en second
- Tyrone Sun : un combattant
- Errol Lo Pong : un combattant
- Kenny Lo Pong : un combattant
- Sidney Ho Yen : un combattant

### Multimédias
- Film sur You Tube